# Akta er för flickor
Akta er för flickor (på de svenska affischerna skrivet som Akta er för flickor!; originaltitel: Girl Shy) är en amerikansk stumfilm från 1924 med Harold Lloyd och Jobyna Ralston i huvudrollerna. Filmen skrevs av Ted Wilde, Sam Taylor och Tim Whelan och regisserades av Fred C. Newmeyer och Sam Taylor. Filmen blev allmän egendom 2020.

## Rollista
- Harold Lloyd - Harold Meadows, en fattig pojke.
- Jobyna Ralston - Mary Buckingham, en rik flicka.
- Richard Daniels - Jerry Meadows, en fattig man.
- Carlton Griffin - Ronald DeVore, en rik man.
- Nola Luxford - "The Vamp Girl" (dock ej krediterad).
- Judy King - "The Flapper Girl" (dock ej krediterad).
- Okänd - Förläggaren Roger Thornsby.
- William Orlamond - Roger Thornsbys assistent (dock ej krediterad).
- Gus Leonard - En skäggig tågpassagerare (dock ej krediterad).
- Earl Mohan - En sovande vagnsryttare (dock ej krediterad).
- Joe Cobb - En tidningspojke.
- Jackie Condon - En tidningspojke.
- Mickey Daniels - En tidningspojke.[5]

## Produktion
Filmen var Lloyds första oberoende produktion efter att ha brutit samarbetet mellan honom och Hal Roach. Filmen var också den andra av sex i rad med Harold Lloyd och Jobyna Ralston (som också lämnade Roach för att arbeta med Lloyd). Dessutom var filmen annorlunda eftersom båda huvudrollerna var med i komiska scener. Detta var inte vanligt i produktioner före Girl Shy.